# Scene

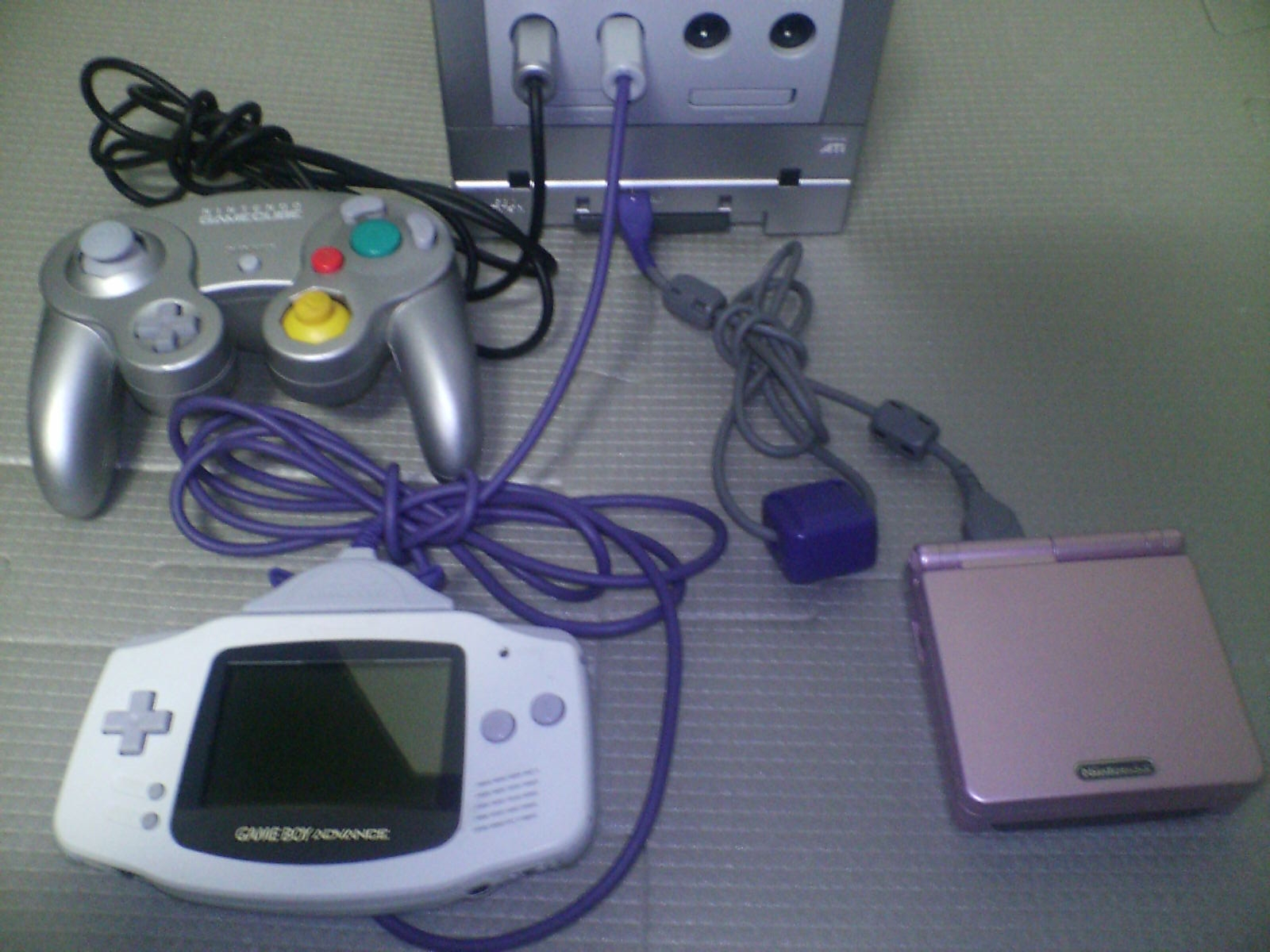
El Scene se usa sobre todo en consolas

Scene (del inglés Escena) es el conjunto de programadores y usuarios de productos informáticos, que desarrollan y utilizan aplicaciones (homebrew) que no cuentan con el soporte del fabricante, utilizando de errores y vulnerabilidades dentro de los sistemas para lograr ejecutar código no firmado en éstos.
En ocasiones se hace referencia también al término Scene para referirse al desarrollo de homebrew y descubrimiento de vulnerabilidades sistémicas para un producto determinado. En ocasiones la Scene trabaja en desarrollo de soluciones para ejecutar software privativo sin consentimiento de sus desarrolladores y con violación a las legislaciones relativas a los derechos de autor, por ello se le considera parte de la piratería y el warez.
Habitualmente dentro de sistemas operativos con licencias GNU, GPL, AGPL, BSD o MPL, donde no existe software propietario y las aplicaciones que se ejecutan comparten la licencia del sistema o alguna que no contravenga a la misma, el desarrollo de éstas y su uso se ha identificado en la práctica como Scene, aunque atendiendo al concepto de la misma anteriormente esbozado no lo es; dado que la Scene parte del hecho de que en un sistema determinado, no se permite la ejecución de código firmado ni licenciado por el fabricante.

## Origen histórico
El término Scene viene de la denominada demoscene, una subcultura artística de programadores que consistía en crear demos (presentaciones visuales no interactivas) en los primeros equipos informáticos con interfaz gráfica. Su objetivo era mostrar la creatividad e ingenio del grupo que las programaba, compitiendo entre distintos grupos que creaban estos demos.
Con la migración de la demoscene a las consolas de videojuegos y las medidas de protección que éstas empezaban a utilizar en sus sistemas, los mismos grupos que programaban las demos también se dedicaban a romper las protecciones sistémicas, y a programar otra serie de utilidades más allá de las propias demos.[cita requerida]
Con la popularidad de Internet y los avances tecnológicos en los productos informáticos, cada vez más gente se interesó en las posibilidades que éstos ofrecían, creciendo exponencialmente tanto la Scene en sí como los usuarios que se aprovechaban de sus avances y desarrollos.

## Desarrollo de software
Para desarrollar software para una consola de videojuegos es necesario la acreditación de parte del fabricante y pagar una suma de dinero para el uso de la licencia y la adquisición del Kit de Desarrollo (SDK). La Scene ha desarrollado software que permite con relativa facilidad desarrollar software para un producto informático en particular.
- Datos: Q1669909